# Тюркін Петро Андрійович
Петро Андрійович Тюркін (червень 1897, місто Ніколаєвськ Саратовської губернії, тепер Пугачову Саратовської області, Російська Федерація — 2 травня 1950, Бутирська в'язниця, Москва) — радянський державний діяч, народний комісар освіти РРФСР, голова Ленінградського облвиконкому. Член ВЦВК РРФСР (1931—1933). Депутат Верховної Ради СРСР 1-го скликання.

## Життєпис
Народився у селянській родині. Навчався у Ніколаєвській гімназії, з шостого класу підробляв репетиторством; під час лютневої революції 1917 року був організатором страйку гімназистів. У 1918 році закінчив гімназію, того ж року брав участь у захисті рідного міста від білокозаків, був секретарем Ніколаєвського міського комісаріату праці. 
Член РКП(б) з 1918 року.
У 1918—1919 роках навчався в Саратовському промисловому економічному інституті (перервав навчання через хворобу), одночасно був членом революційної комісії (від Спілки працівників комунальних підприємств) обласної ради профспілок Поволжя.
У 1920—1926 роках — інструктор, завідувач відділу єдиної школи, завідувач Самарського губернського відділу народної освіти. Одночасно очолював Самарську губернську комісію з покращення побуту дітей, був членом губернської комісії з боротьби з голодом, членом президії губвиконкому та Самарської міськради; 1922 року в Семипалатинській губернії та Акмолінській області керував роботою делегації із заготівлі продовольства для Поволжя.
У 1926—1929 роках — начальник Головного управління соціалістичного виховання Народного комісаріату освіти РРФСР; одночасно входив до складу правління видавництва «Працівник освіти», керував політшколами та гуртками, редагував книги.
У 1929 році — завідувач Нижньогородського губернського відділу народної освіти. У 1929—1931 роках — завідувач Нижньогородського крайового відділу народної освіти; одночасно — уповноважений Народного комісаріату освіти РРФСР по Нижньогородському краю.
З листопада 1931 по лютий 1933 року — відповідальний редактор газети «Горьковська комуна». У ці роки також очолював крайову комісію з розкуркулювання, крайове відділення Всесоюзного товариства войовничих діалектиків-марксистів, оргбюро Спілки радянських письменників, крайову редакційно-видавничу колегію ОДВ'у ; був редактором бюлетеня Нижньогородського крайвиконкому.
У березні 1933 — 22 червня 1935 року — директор Горьковського механіко-машинобудівного інституту.
З 22 червня 1935 по 19 червня 1936 року — директор Ленінградського індустріального інституту.
З червня 1936 року працював у Ленінградському обласному відділі народної освіти.
До 2 вересня 1937 року — заступник голови виконавчого комітету Ленінградської обласної ради депутатів трудящих.
2 вересня — 26 жовтня 1937 року — голова виконавчого комітету Ленінградської обласної ради депутатів трудящих.
26 жовтня 1937 — 28 лютого 1940 року — народний комісар освіти Російської РФСР.
У березні — червні 1940 року — директор Московського інженерно-економічного інституту імені Серго Орджонікідзе.
З червня 1940 по вересень 1941 року — директор Ленінградського індустріального (політехнічного) інституту імені Калініна.
З 1941 року — в рядах Червоної армії; під час блокади Ленінграда (1941—1944 роки) — член Військової ради 67-ї армії, начальник політичного управління Ленінградського фронту.
З 1945 року — заступник голови виконавчого комітету Ленінградської міської ради.
До 1949 року — директор Інституту історії партії при Ленінградському обласному комітеті ВКП(б).
19 листопада 1949 року заарештований в рамках т. зв. «Ленінградської справи» за звинуваченням у злочинах, передбачених ст. 58 КК РРФСР. Виключений із партії. Помер 2 травня 1950 року в лікарні Бутирської в'язниці у Москві.
Постановою Слідчого управління КДБ при РМ СРСР від 25 червня 1954 року справу Тюркіна було припинено через відсутність складу злочину. Партійна реабілітація відбулася 1959 року.

## Звання
- генерал-майор (6.12.1942)

## Нагороди і відзнаки
- орден Леніна (1943)
- орден Червоного Прапора (18.11.1944)
- медаль «За оборону Ленінграда» (1942)
- медаль «За перемогу над Німеччиною у Великій Вітчизняній війні 1941—1945 рр.» (1945)
- медалі